# Mayuge (district)
Le district de Mayuge est un district du sud-est de l'Ouganda. Il est situé au bord du lac Victoria. Sa capitale est Mayuge.

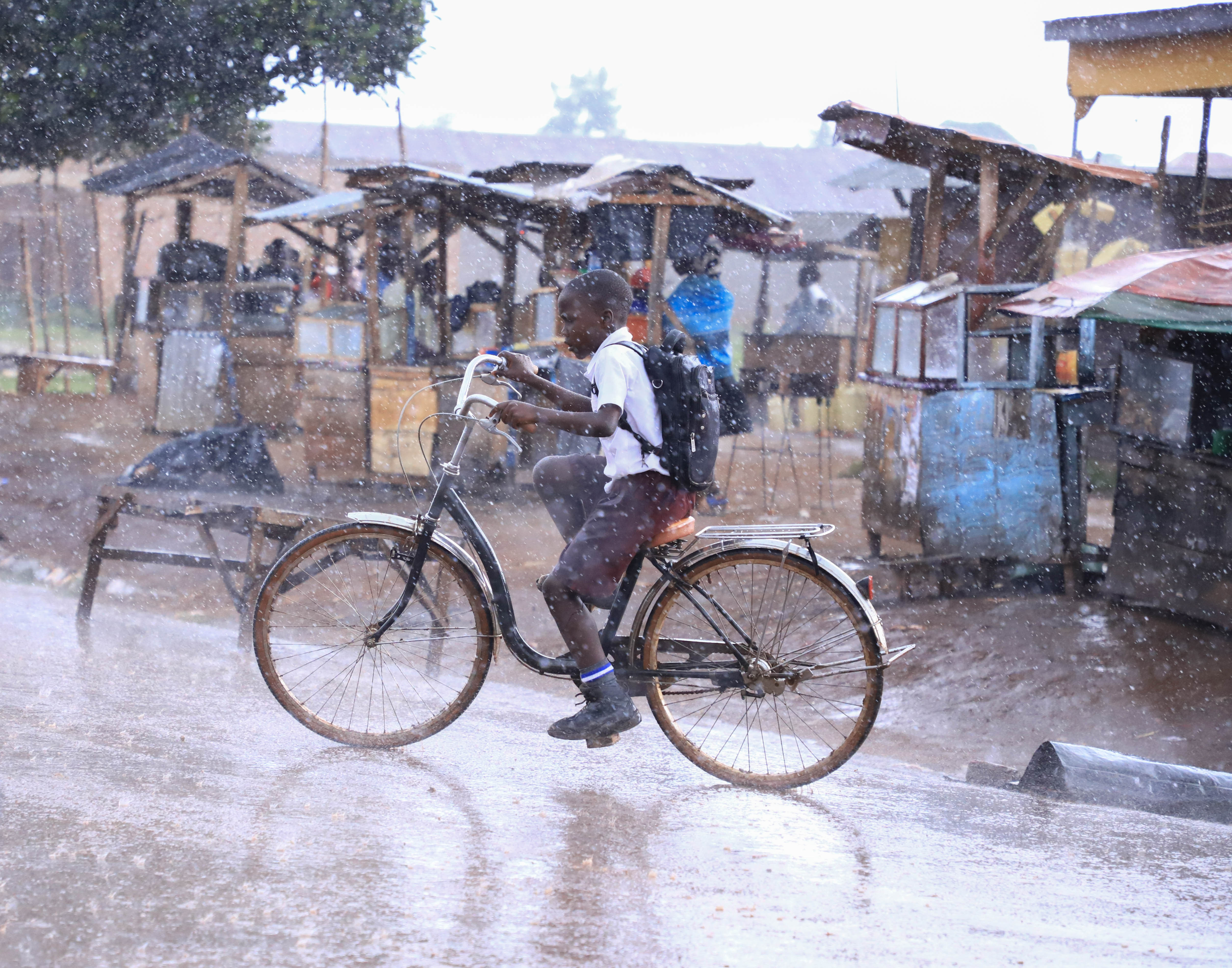
Jeune garçon revenant de l'école sous une pluie battante (novembre 2019).

## Histoire
Ce district a été créé en 2000 par séparation de celui d'Iganga.